# Spider-Man (televisieserie uit 1994)
Spider-Man, ook bekend als Spider-Man: The Animated Series, was een Amerikaanse animatieserie met in de hoofdrol de Marvel Comics superheld Spider-Man. Van alle Spider-Man animatieseries was deze serie met 65 afleveringen de langste. De serie werd geschreven door John Semper en geproduceerd door de Marvel Films Animation. Volgens velen is de serie de meest accurate tv-versie van de beroemde superheld.
Marvels eerdere animatieserie X-Men: The Animated series, werd geproduceerd door Saban Entertainment, maar Marvel wilde zijn eigen series produceren via de nieuwe compagnie Marvel Films Animation. Spider-Man werd echter de enige animatieserie die door Marvel Films Animation werd geproduceerd.

## Inhoud
De serie draaide om de negentien jaar oude Peter Parker, op zijn eerste jaar aan de Empire State University, en zijn alter ego Spider-Man. Aan het begin van de serie heeft Peter zijn krachten al gekregen en is parttime fotograaf voor de Daily Bugle. Alleen in flashbacks wordt getoond hoe Peter zijn krachten verkreeg.
De serie bevat ook de meeste klassieke vijanden van Spider-Man, inclusief de Green Goblin, The Lizard, Scorpion, Dr. Octopus, Mysterio, Rhino, Kingpin, Shocker, Hydro-Man, Kraven the Hunter, Vulture, en Chameleon. Ook kwamen er vijanden in voor die niet voorkwamen in de oudere Spider-Man strips zoals Venom, Carnage en de Hobgoblin.
Ook hadden enkele andere marvel superhelden een gastoptreden in de serie zoals Dr. Strange, de X-Men, de Fantastic Four, Daredevil, Captain America, Iron Man en Spider-Mans kloon Ben Reilly (alias de Scarlet Spider).

## Verhaal

### Seizoen 1
In het eerste seizoen vecht Spider-Man onder andere voor het eerst tegen de Lizard, Dr. Octopus, Mysterio, Spencer Smythe en zijn zoon Alistair Smythe, Scorpio en Kraven the Hunter. Ook krijgt hij in aflevering 8 een vreemd zwart pak uit de ruimte dat hem extra krachten geeft. Hiermee vecht hij tegen Rhino en Shocker. Wanneer Spider-Man echter ontdekt dat het pak zijn gedrag aantast laat hij het onderzoeken door Dr. Curt Connors die ontdekt dat het pak een levend wezen is. Spider-Man ontdoet zich van het pak, dat daarna samen met Eddie Brock de superschurk Venom vormt. Spider-Man weet Venom te verslaan door Eddie en het pak te scheiden, en het pak weer terug de ruimte in te sturen. In de laatste afleveringen vecht hij voor het eerst tegen Hobgoblin en Chameleon.

### Seizoen 2
Dit seizoen stond in zijn geheel bekend als Neogenic Nightmare. Spider-Man krijgt last van een vreemde mutatieziekte die zijn krachten aantast, uitgerekend op het moment dat zes van zijn oude vijanden uitbreken en tegen hem samenspannen als de Insidious Six. Ook werkt Spider-Man in dit seizoen samen met de X-Men om een sinister plan alle mutanten uit te roeien te stoppen.
Spider-Mans mutatieziekte zet zich voort en muteert hem uiteindelijk in een enorme spin. Dr. Mariah Crawford roept de hulp van haar vriend Kraven the Hunter in om Spider-Man op te sporen en hem een tegengif te geven tegen zijn mutatie.
In de laatste twee afleveringen wordt Spider-Man beroofd van zijn jeugd door de superschurk Vulture. Deze zuigt hierbij echter ook Spider-Mans mutatieziekte op. Later weet Dr. Connors dit proces terug te draaien, maar hij zorgt er wel voor dat de ziekte achterblijft bij Vulture.

### Seizoen 3
Dit seizoen stond in zijn geheel bekend als Sins of the Fathers. In dit seizoen vecht Spider-Man samen met Dr. Strange tegen Baron Mordo. Verder komt hij voor het eerst de mysterieuze Madame Web tegen en vecht voor het eerst tegen de Green Goblin. Wanneer de Kingpin Peter Parker een misdaad in de schoenen schuift, krijgt hij hulp van de blinde advocaat Matt Murdock, alias Dardevil.
Halverwege het seizoen keert Venom plotseling terug, en duikt er een tweede nog veel ergere symbioot op: Carnage. Venom en Spider-Man werken samen met Iron Man om Carnage te bevechten. In de laatste aflevering steelt de Green Goblin een apparaat waarmee hij interdimensionale poorten kan openen. Op het eind van de aflevering vallen hij en Mary Jane in zo’n poort, die zich vervolgens sluit.

### Seizoen 4
Dit seizoen stond in zijn geheel bekend als Partners in Danger. In dit seizoen laat Kingpin de supersoldatenformule waarmee in de Tweede Wereldoorlog Captain America zijn krachten verkreeg namaken, en test dit uit op Felicia Hardy. Zij wordt hierdoor de superheldin Black Cat. Daarnaast treedt Harry Osborn in zijn vaders voetsporen als de tweede Green Goblin en keert Mary Jane onverwacht terug.

### Seizoen 5
Dit seizoen bestaat uit twee grote verhaallijnen.
De eerste verhaallijn heet Six Forgotten Warriors. Aan het begin van dit verhaal trouwen Peter Parker en Mary Jane. Vervolgens raakt Peter betrokken bij een plan van Kingpin en de Insidous Six om een wapen van de Red Skull, een beruchte misdadiger uit de Tweede Wereldoorlog, te bemachtigen. Peter werkt samen met de American Six, de zes grootste superhelden uit de Tweede Wereldoorlog (waaronder Captain America en Miss America) om Kingpin, Red Skull en diens zoon Electro te stoppen.
In de tweede verhaallijn blijkt Mary Jane niet de echte Mary Jane te zijn, maar een kloon gemaakt door Miles Warran. De kloon blijkt onstabiel en sterft uiteindelijk. Tijd om uit te zoeken waar de echte Mary Jane is krijgt Spider-Man niet, want hij wordt door Madame Web meegenomen naar een andere planeet, waar hij het wezen genaamd de Beyonder ontmoet. Beyonder transporteert de superschurken Dr. Octopus, Dr. Doom, Red Skull, Lizard en Alistair Smythe naar de planeet en laat hen deze veroveren. Vervolgens geeft hij Spider-Man de opdracht om zelf een team van helden samen te stellen en de planeet terug te veroveren. Daar hij geen keus heeft gaat Spider-Man akkoord en kiest de Fantastic Four, Iron Man, Captain America, Storm en later Black Cat om hem te helpen.
Na in de opdracht te zijn geslaagd onthult Beyonder dat dit slechts een test was om te zien of Spider-Man een goede leider kan zijn. Hij vertelt dat hij getuige is geweest hoe in een andere realiteit de gestoorde Spider-Carnage (Spider-Man met de Carnage-symbioot) alle realiteiten vernietigde. Om dit te voorkomen draaide Beyonder de tijd terug en liet Madame Web een team samenstellen van vijf Spider-Men uit verschillende alternatieve realiteiten. Samen moeten ze Spider-Carnage stoppen.
Aan het eind van de laatste aflevering, nadat Spider-Carnage is verslagen, vertelt Madame Web aan Spider-Man dat ze de echte Mary Jane zullen opsporen…

### Vervolg
Oorspronkelijk stond er nog een zesde seizoen gepland waarin de zoektocht naar Mary Jane centraal zou staan. Deze is echter nooit gemaakt, waardoor de serie eindigde met een cliffhanger.

## Creatie
Stan Lee en Avi Arad, waren de uitvoerende producenten van de serie. Stan Lee zag er als bedenker van Spider-Man op toe dat zijn creatie zo getrouw mogelijk werd overgebracht van de strips naar de animatieserie. Hij gaf later toe letterlijk elke plotwending, elk scenario, elk model, elk blad papier en elke mogelijke verhaallijn grondig te controleren. Ook huurden Lee en John Semper schrijvers in die ervaring hadden met het schrijven van de verhalen voor de strips, waaronder Gerry Conway en Marv Wolfman.

## Animatie
Om de New York stijl achtergrond zo getrouw mogelijk te maken, besteedden de tekenaars een hoop tijd aan visuele research, gebruikmakend van luchtfoto’s van New York. Vooral de daken van de gebouwen waren belangrijk. De gebouwen werden zo getrouw mogelijk getekend.
Om de animatie realistischer te maken besloot producent Bob Richardson om de traditionele manier van animatie te combineren met digitale animatie. Oorspronkelijk was het Marvels bedoeling om de gehele achtergrond met digitale animatie te doen, maar wegens budgettekort moest voor een groot aantal scènes toch traditionele animatie worden gebruikt.

## Censuur
In 1994 oefende Fox een grote censuur uit op de series die door het bedrijf werden uitgezonden, vooral omdat een aantal series zoals Power Rangers in sommige landen van de zenders werden gehaald vanwege te veel geweld. Aan Marvel Films werden een hoop regels en voorschriften opgelegd, waaronder:
- Er mochten geen termen als “Dood”, “Vermoorden” of andere woorden met een sterke negatieve klank worden gebruikt. Dit dwong Semper ertoe om karakters buiten beeld om te laten komen, of hun dood op een enorm onrealistische manier te laten plaatsvinden.
- Om dezelfde reden als hierboven moest ook de naam van de Sinister Six worden veranderd in Insidious Six.
- Veel realistisch ogende vuurwapens waren niet toegestaan. Ook mochten de vuurwapens die voorkwamen in de serie geen kogels afschieten, dus werd dit veranderd in lasers met futuristische geluiden erbij.
- Spider-Man mocht niet iemand raken met zijn vuisten, met slechts een uitzondering in aflevering 39.
- Geen brekend glas (hoewel dit in aflevering 43 wel voorkwam).
- Er mochten geen kinderen in gevaar verkeren.
- Vampieren waren niet toegestaan in de serie. Dit stelde Marvel voor een probleem aangezien men wel van plan was de karakters Morbius en Blade de vampierjager te gebruiken in de serie. Morbius zoog zijn slachtoffers dan ook leeg via zijn handen in plaats van door ze te bijten, en in plaats van bloed werd de naam "plasma." gebruikt.

## Rolverdeling

### Originele versie
| Stemacteur                             | Rol                                                      |
| -------------------------------------- | -------------------------------------------------------- |
| Christopher Daniel Barnes              | Spider-Man/Peter Parker                                  |
| Sara Ballantine                        | Mary Jane Watson                                         |
| Ed Asner                               | J. Jonah Jameson                                         |
| Lauren Tom                             | Burdine Chong-Yu                                         |
| Linda Gary 1 - 3 Julie Bennett 4 - 5   | Tante May Parker                                         |
| Rodney Saulsberry                      | Joseph "Robbie" Robertson                                |
| Jennifer Hale                          | Felicia Hardy/Black Cat                                  |
| Roscoe Lee Browne                      | Kingpin/Wilson Fisk                                      |
| Efrem Zimbalist Jr.                    | Doctor Octopus/Dr. Otto Octavius                         |
| Gary Imhoff                            | Harry Osborn/Green Goblin                                |
| Maxwell Caulfield                      | Alistair Smythe                                          |
| Nick Jameson                           | Morbius, the Living Vampire/Michael Morbius Richard Fisk |
| Mark Hamill                            | Hobgoblin                                                |
| Jim Cummings                           | Shocker Man-Spider                                       |
| Hank Azaria                            | Eddie Brock/Venom                                        |
| Oliver Muirhead                        | Dr. Jonathan Ohn/The Spot                                |
| Nell Carter                            | Glory Grant                                              |
| Martin Landau 1 - 2 Richard Moll 4 - 5 | The Scorpion                                             |
| Joseph Campanella                      | Dr. Curt Connors/The Lizard                              |
| Gregg Berger                           | Kraven the Hunter Mysterio                               |
| Dawnn Lewis                            | Terri Lee                                                |
| Don Stark                              | Rhino                                                    |
| Scott Cleverdon                        | Cletus Kassady/Carnage                                   |
| Gastoptredens                          |                                                          |
| John Beck                              | Punisher                                                 |
| Michael Bell                           | Owl                                                      |
| John Vernon                            | Dr. Strange                                              |
| Robert Hays                            | Iron Man                                                 |
| Michael Horton                         | John Jameson                                             |
| Brian Keith                            | Oom Ben                                                  |
| J.D. Hall                              | Blade                                                    |
| Malcolm McDowell Oliver Muirhead       | Abraham Whistler                                         |
| Edward Laurence Albert Jr.             | Daredevil                                                |
| Joseph Ruskin                          | Lewald                                                   |
| David Warner                           | Herbert Landon                                           |
| Earl Boen                              | Beyonder                                                 |
| Joan Lee                               | Madame Web                                               |

### Nederlandse versie
Na een in het Nederlands ondertitelde versie te hebben uitgezonden tussen 2000 en 2003, kwam Jetix in 2007 met een Nederlandstalige versie. Vooralsnog zijn er maar drie afleveringen van de Nederlandse versie uitgezonden. Deze Nederlandstalige versie werd verzorgd door Fred Butter Sound Studio B.V.
| Stemacteur         | Rol                         |
| ------------------ | --------------------------- |
| Tony Neef          | Spider-Man/Peter Parker     |
| Hymke de Vries     | Mary Jane Watson            |
| Rob van de Meeberg | J. Jonah Jameson            |
| Paula Majoor       | Tante May Parker            |
| Frank Verkerk      | Joseph "Robbie" Robertson   |
| Hymke de Vries     | Felicia Hardy/Black Cat     |
| Marcel Jonker      | Kingpin/Wilson Fisk         |
| Fred Butter        | Harry Osborn/Green Goblin   |
|                    | Richard Fisk                |
| Fred Butter        | Dr. Curt Connors/The Lizard |
|                    | Deborah                     |
|                    | Alistair Smythe             |
|                    | Eddie Brock/Venom           |

## Trivia
- Dit was de eerste serie waarin Venom en Carnage voorkwamen
- The series bevat vreemd genoeg geen aflevering waarin wordt getoond hoe Spider-Man zijn krachten verkreeg. Dit wordt enkel getoond in een paar flashbacks. Dit kwam doordat de serie gemaakt was om aan te sluiten op de eveneens in 1994 geplande Spider-Man film, die uiteindelijk niet doorging.
- Om dezelfde reden stonden Sandman en Electro niet gepland voor de serie omdat zij de schurken in de film zouden zijn. Toen de film werd afgeblazen kreeg Electro alsnog een rol in de serie, maar Sandman werd geheel weggelaten.
- Van de Sinister Six uit de strips hebben slechts twee leden het gehaald tot de Insidious Six in de serie: Dr. Octopus en Mysterio. Shocker, Rhino, Scorpion en Chameleon vervingen Sandman, Electro, Vulture (die vanaf seizoen 5 pas bij de Insidious Six kwam) en Kraven the Hunter.
- Voor de team-up afleveringen met de X-Men moesten de stemacteurs van de animatieserie speciaal vanuit Canada naar Los Angeles worden gehaald.
- De reden dan van alle X-Men alleen Storm ook voorkwam in de Secret Wars afleveringen van het laatste seizoen was omdat haar stemactrice in Los Angeles woonde.
- De stem van het karakter Madame Web werd gedaan door Stan Lee’s vrouw Joan Lee.
- Stan Lee heeft zelf een cameo in de laatste aflevering van de serie.
- Oorspronkelijk stond de Green Goblin niet gepland voor de serie, en zou Norman Osborn de Hobgoblin worden. Dit idee werd door tussenkomst van Stan Lee geschrapt.